# Trolleybus Lugano
| Trolleybus Lugano      | Trolleybus Lugano                 |
| ---------------------- | --------------------------------- |
| Das Netz im Jahre 1992 |                                   |
| Stromsystem:           | 1000 Volt =                       |
|                        |                                   |
| Betreiber:             | Trasporti Pubblici Luganesi (TPL) |
| Eröffnung:             | 25. April 1954                    |
| Einstellung:           | 30. Juni 2001                     |
| Linien:                | vier                              |

Der Trolleybus Lugano, italienisch rete filoviaria di Lugano, war das Trolleybus-System der schweizerischen Stadt Lugano. Das Verkehrsunternehmen Azienda Comunale dei Trasporti della Città di Lugano (ACTL), bis 1969 Azienda Comunale del Traffico (ACT) genannt, betrieb ihn zwischen 1954 und 2001. Die letzten eineinhalb Jahre unterstand die Führung der per 1. Januar 2000 neu gegründeten, öffentlich-rechtlichen Aktiengesellschaft Trasporti Pubblici Luganesi SA, kurz TPL. Der Trolleybus ersetzte zunächst bis 1959 sukzessive die 1896 eröffnete Luganeser Strassenbahn, in den Jahren 1975 bis 1981 wurde das Netz dann erheblich erweitert. Trotzdem wurde die elektrische Traktion rund zwei Jahrzehnte später durch Autobusse abgelöst und die Oberleitung innerhalb eines Jahres bis zum Sommer 2002 vollständig abgebaut.  

## Geschichte
Der Trolleybus Lugano war einer der letzten Trolleybusbetriebe die in der Schweiz eröffnet wurden. Nach ihm folgten nur noch der Trolleybus Vevey–Villeneuve (1957) und der Trolleybus Schaffhausen (1966). Zunächst wurden die Strecken der Strassenbahn umgestellt und gleichzeitig verlängert. Eine Lugeneser Besonderheit war dabei die hohe Fahrspannung von 1000 Volt Gleichstrom, diese übernahm man von der Strassenbahn. Sie war gewählt worden, um die bereits vorhandenen elektrischen Anlagen weiter nutzen zu können und die Umstellung auf Trolleybus somit günstiger zu gestalten. Ausserdem ermöglichte sie von 1954 bis 1959 den parallelen Betrieb von Tram und Trolleybus ohne aufwendige Infrastruktur mit zwei Spannungen. Auch Fahrleitungskreuzungen mit den Vorortsbahnen Ferrovia Lugano–Tesserete, Ferrovia Lugano–Cadro–Dino und Ferrovia Lugano–Ponte Tresa vereinfachten sich.
1963 erfolgte mit der Verbindung nach Massagno–Savosa Crocifisso (später nach Vezia verlängert) eine Netzergänzung, die zuvor gar nicht elektrisch bedient worden war. 1972 waren aufgrund von geänderten Verkehrsführungen (Einbahnverkehr im Stadtzentrum) grössere Anpassungen am Fahrleitungsnetz nötig. Das Netz, bestehend aus drei Linien mit einer kumulierten Länge von 13,4 Kilometern, präsentierte sich dabei wie folgt: 
| 1/2 | Castagnola–Centro–Paradiso              | Durchmesserlinie |
| 3/4 | Breganzona–Centro–Pregassona            | Durchmesserlinie |
| 5/6 | Centro–Massagno–Savosa Crocifisso–Vezia | Radiallinie      |

Infolge einer Netzumstellung wurde die Durchmesserlinie 3/4 im Jahre 1993 geteilt, ausserdem gab man die fahrtrichtungsabhängigen Liniennummern auf:
| 1 | Castagnola–Centro–Paradiso              | Durchmesserlinie                                |
| 3 | Centro–Pregassona                       | Radiallinie                                     |
| 4 | Centro–Breganzona                       | Radiallinie, Anfang 1998 auf Autobus umgestellt |
| 5 | Centro–Massagno–Savosa Crocifisso–Vezia | Radiallinie                                     |

Ursächlich für die Einstellung war der überalterte Fahrzeugpark und die hohe Fahrleitungsspannung, welche die Beschaffung serienmäßig hergestellter Fahrzeuge verunmöglichte. Zudem wurden in den 1990er-Jahren die Unterhaltsmassnahmen an Fahrzeugen und Infrastruktur zunehmend reduziert. Infolgedessen dessen erteilte das Bundesamt für Verkehr nur noch befristete Betriebsbewilligungen, der Weiterbetrieb wäre an diversen Auflagen gebunden gewesen.

## Fahrzeuge
Für den Trolleybus Lugano wurden im Laufe der Jahre folgende 36 Wagen beschafft:
|  | Nummern | Anzahl | Hersteller                       | Elektrik | Baujahr   | Art         | Bemerkungen                                                             |
|  | ------- | ------ | -------------------------------- | -------- | --------- | ----------- | ----------------------------------------------------------------------- |
|  | 101–103 | 03     | FBW / Ramseier + Jenzer          | SAAS     | 1954      | Solowagen   |                                                                         |
|  | 104–113 | 10     | FBW / Bosia                      | SAAS     | 1960      | Solowagen   | Wagen 112 ab 1988 Fahrschule                                            |
|  | 114–117 | 04     | FBW / Ramseier & Jenzer / Lepori | SAAS     | 1966      | Solowagen   |                                                                         |
|  | 118–121 | 04     | Volvo / Hess                     | SAAS     | 1974      | Solowagen   |                                                                         |
|  | 122–125 | 04     | Volvo / Hess                     | SAAS     | 1975      | Gelenkwagen |                                                                         |
|  | 126–127 | 02     | FBW / Hess                       | SAAS     | 1966      | Solowagen   | 1978 vom Trolleybus Altstätten–Berneck übernommen, dort Nummern 6 und 7 |
|  | 201–206 | 06     | Daimler-Benz / Vetter            | BBC      | 1985–1988 | Gelenkwagen | 202 nach Brand im Dezember 1992 ausgemustert                            |
|  | 207–209 | 03     | Daimler-Benz / Vetter            | ABB      | 1988      | Solowagen   |                                                                         |

Die Wagen 201 und 203–209 wurden nach der Betriebseinstellung an die Stadt Brașov in Rumänien abgegeben, wo sie teilweise bis heute im Einsatz stehen. Zudem gelangten die Wagen 101, 112, 124 und 126 in den Besitz des Trolleybusverein Schweiz (TVS). Gleiches gilt für den 1963 gebauten FIAT-Turmwagen Nummer 67.